# North Blenheim
North Blenheim est une census-designated place du comté de Schoharie, dans l'État de New York, aux États-Unis. En 2020, elle compte une population de 54 habitants.